# Les Damps
Les Damps es una localidad y comuna francesa situada en la región de Alta Normandía, departamento de Eure, en el distrito de Les Andelys y cantón de Pont-de-l'Arche.

## Geografía
La comuna se encuentra en el norte del departamento de Eure, entre Pont-de-l'Arche, Léry y Val-de-Reuil. Al norte lal imita el Sena, inmediatamente al sur del cual corre paralelo el Eure. Al sur se encuentra el Bois de Bord.
Los principales ejes de comunicación son las carreteras D77, que une Pont-de-l'Arche y Val-de-Reuil en paralelo al Sena, y la N15, por la que se alcanza Ruan, 18 km al norte. A 6 km al oeste y sur de la población hay enlaces con las autopistas A13 y A154. Hacia el norte, no dispone de puente propio sobre el Sena, si bien el de la N15 está muy cercano; hacia el sur sólo los caminos forestales atraviesan el bosque de Bois de Bord.
Hasta 1935, el Eure desembocaba en el Sena en Les Damps. En dicha fecha se produjo la captura por el Eure de un brazo del Sena, de forma que actualmente la confluencia está en Martot.

## Demografía
| 276 | 293 | 308 | 285 | 300 | 300 | 303 | 307 | 280 | 324 | 281 | 263 | 268 | 279 | 269 | 254 | 261 | 235 | 254 | 274 | 285 | 408 | 422 | 454 | 533 | 578 | 698 | 806 | 894 | 870 | 943 | 952 |
| Para los censos de 1962 a 1999 la población legal corresponde a la población sin duplicidades (Fuente: INSEE [Consultar]) |     |     |     |     |     |     |     |     |     |     |     |     |     |     |     |     |     |     |     |     |     |     |     |     |     |     |     |     |     |     |     |

Gráfico de evolución demográfica de la comuna desde 1793 hasta 1999
Forma parte de la aglomeración urbana  de Elbeuf (Sena Marítimo).

## Administración

### Alcaldes
- Desde 1989: René Dufour (UDF)
- De 1971 a	1989: Maurice Hublet (diversos de izquierda)
- De 1953 a	1971: Paul Péronne
- De 1947 a	1953: H. Mondeville
- De 1944 a	1947: F. Basile
- De 1935 a	1944: A. Courteuse
- De 1931 a	1935: L. Prémillieux (Partido Republicano, Radical y Radical-Socialista)
- De 1907 a	1931: Edmond Huet (Partido Republicano, Radical y Radical-Socialista)
- De 1900 a	1907: R. Pajot (izquierda republicana)
- De 1881 a	1900: Emmanuel Saint-Pierre (izquierda republicana)
- De 1876 a	1881: Henri Courcelle (izquierda republicana)
- De 1865 a	1876: J. Charpentier-Grandin (bonapartista)

### Consejo Municipal (marzo de 2008)
- Alcalde: 	M. René Dufour
- Adjunto al alcalde: 	M. Jérôme Fryz
- Adjunto al alcalde: 	M. Daniel Bluet
- Adjunto al alcalde: 	M. Claude Henry
- Adjunto al alcalde: 	Mme Anne-marie Lebret
- Consejero Municipal : 	M. Philippe Wastiaux
- Consejero Municipal : 	M. André Recher
- Consejero Municipal : 	Mme Martine Pruvot
- Consejero Municipal : 	Mme Sandrine Peltzer
- Consejero Municipal : 	M. Erick Grimbert
- Consejero Municipal : 	Mme Brigitte Carré
- Consejero Municipal : 	Mme Estelle Bodinier
- Consejero Municipal : 	M. Daniel Batté
- Consejero Municipal : 	Mme Sandrine Bachelier
- Consejero Municipal : 	M. François Anseaume

### Entidades intercomunales
Les Damps está integrada en la Communauté de communes Seine-Bord . Además forma parte de diversos sindicatos intercomunales para la prestación de diversos servicios públicos:
- Syndicat du secteur scolaire de Pont-de_l'Arche .
- Syndicat de l'électricité et du gaz de l'Eure (SIEGE) .
- Syndicat Intercommunal d'Alimentation en Eau Potable Andelle-Seine Bord .

### Riesgos
La prefectura del departamento de Eure incluye la comuna en la previsión de riesgos mayores  por:
- Presencia de cavidades subterráneas.
- Riesgos derivados del transporte de mercancías peligrosas.
- Riesgos derivados de actividades industriales.
- Riesgo de inundación por los ríos Sena y Eure. Se produjeron inundaciones  en enero de 1995, diciembre de 1999 y marzo de 2001.

## Personajes vinculados
- El literato Octave Mirbeau vivió en Les Damps.

## Lugares y monumentos
- Riberas del Eure, por los antiguos caminos de sirga.
- La maison de Blanche, relacionada por error con Blanca de Castilla, edificio à colombages.